# آندریا پیانا
آندریا پیانا (انگلیسی: Andrea Peana؛ زادهٔ ۱۲ فوریهٔ ۱۹۸۶) بازیکن فوتبال است.
از باشگاه‌هایی که در آن بازی کرده‌است می‌توان به باشگاه فوتبال کالیاری اشاره کرد.